# Lluís Jover i Nunell
Lluís Jover i Nunell (Barcelona, 22 d'octubre de 1890 - 6 d'abril de 1984) fou un advocat i polític català.

## Biografia
Va néixer al carrer Ausiàs March de Barcelona, fill de Víctor Jover i Castells i de Bonaventura Nunell i Planas, ambdós naturals de Barcelona.
Llicenciat en dret, milità inicialment en la Lliga Regionalista, que després abandonà per a militar inicialment en Acció Catalana Republicana, amb la que fou candidat a les eleccions generals espanyoles de 1931, i després en Unió Democràtica de Catalunya. Tanmateix, com a membre de l'Institut Agrícola Català de Sant Isidre es passà a la CEDA arran el conflicte per la Llei de Contractes de Conreu i els fets del sis d'octubre de 1934. El 1935 fou nomenat conseller de governació de la Generalitat de Catalunya i fou candidat de la CEDA fins al Front Català d'Ordre a les eleccions generals espanyoles de 1936, però no fou escollit.
En esclatar la guerra civil espanyola aconseguí fugir de Barcelona i passà a la zona de govern de Burgos, on col·laborà amb les autoritats franquistes.
Es va casar amb Mercè de Dorda i Domènech. Fills seus són els esportistes Manuel i Víctor Jover de Dorda.